# Марковац (Дарувар)
Марковац је насељено мјесто у Западној Славонији. Припада граду Дарувару, у Бјеловарско-билогорској жупанији, Република Хрватска.

## Географија
Марковац се налази око 7 км источно од Дарувара. Лежи на западним падинама планине Папук.

## Становништво
Према попису становништва из 2011. године, насеље Марковац је имало 80 становника.
| Националност       | 1991.        | 1981.        | 1971.        | 1961.        |
| Срби               | 291 (94,78%) | 303 (90,17%) | 377 (97,16%) | 457 (96,00%) |
| Хрвати             | 9 (2,93%)    | 6 (1,78%)    | 7 (1,80%)    | 17 (3,57%)   |
| Југословени        | 3 (0,97%)    | 20 (5,95%)   | 1 (0,25%)    | 0            |
| остали и непознато | 4 (1,30%)    | 7 (2,08%)    | 3 (0,77%)    | 2 (0,42%)    |
| Укупно             | 307          | 336          | 388          | 476          |

| Демографија | Демографија | Демографија |
| Година      | Становника  | Становника  |
| ----------- | ----------- | ----------- |
| 1961.       | 476         |             |
| 1971.       | 388         |             |
| 1981.       | 336         |             |
| 1991.       | 307         |             |
| 2001.       | 91          |             |
| 2011.       |             | 80          |

## Попис 1991.
На попису становништва 1991. године, насељено место Марковац је имало 307 становника, следећег националног састава:
| Попис 1991.‍  | Попис 1991.‍  | Попис 1991.‍ | Попис 1991.‍ | Попис 1991.‍ |
| ------------ | ------------ | ----------- | ----------- | ----------- |
|              |              |             |             |             |
| Срби         | Срби         |             | 291         | 94,78%      |
| Хрвати       | Хрвати       |             | 9           | 2,93%       |
| Југословени  | Југословени  |             | 3           | 0,97%       |
| Грци         | Грци         |             | 1           | 0,32%       |
| неопредељени | неопредељени |             | 1           | 0,32%       |
| непознато    | непознато    |             | 2           | 0,65%       |
| укупно: 307  |              |             |             |             |